# Vitrinella urdunica
Vitrinella urdunica is een slakkensoort uit de familie van de Tornidae. De wetenschappelijke naam van de soort is voor het eerst geldig gepubliceerd in 2010 door Bandel.